# Westwego (Louisiane)
Westwego est une ville située dans la paroisse de Jefferson, dans l'État de la Louisiane aux États-Unis.
Au recensement de 2010, sa population était de 8 534 habitants.